# Йоунссон, Тоди
То́ди А́дам Йо́унссон (фар. Todi Adam Jónsson; 2 февраля 1972, Вайле) — датский и фарерский футболист, нападающий. Наиболее известен по выступлениям за «Копенгаген» и сборную Фарерских островов.

## Карьера

### Клубная
Начал карьеру в КИ в 1989 году, дебютировав в матче против «Гёты». Выиграл с командой Кубок в 1990 году и чемпионат в 1991 году. В 1993 году перешёл в стан соперников по чемпионату «Б-36», а летом — в датский клуб «Люнгбю».
С 1997 по 2004 год играл за «Копенгаген», трижды стал с командой чемпионом Дании. За «Копенгаген» забил 54 мяча в 164 матчах, к моменту ухода из команды был её лучшим бомбардиром в истории, а также лучшим бомбардиром высшей лиги Дании среди иностранцев.

### В сборной
За сборную Фарерских островов выступал с 1991 по 2005 год, сыграл 45 матчей, забил 9 мячей. До 2007 года оставался рекордсменом сборной по числу забитых мячей, пока его не обошёл Регви Якобсен.